# Sperm
Sperm (с нем. — «Сперма») — второй студийный альбом немецкой рок-группы Oomph!, вышедший в мае 1994 года на лейбле Dynamica.

## Об альбоме
```
Данный альбом считается одним из первых музыкальных альбомов в жанре 
Neue Deutsche Härte
[
1
]
.
```

Несколько песен с альбома содержат сексуальный контекст, что также можно понять и по его названию.

## Список композиций
1. «Suck-Taste-Spit» («Отсоси-Распробуй-Выплюнь») — 04:41
2. «Sex» («Секс») — 03:06
3. «War» («Война») — 04:14
4. «Dickhead» («Залупа») — 03:43
5. «Schisma» («Схизма») — 01:05
6. «Feiert das Kreuz» («Чествуйте крест») — 04:55
7. «Love» («Любовь») — 04:23
8. «Das ist Freiheit» («Это свобода») — 05:38
9. «Kismet» («Судьба») — 02:47
10. «Breathtaker» («Пожиратель жизни») — 04:54
11. «Ich bin der Weg» («Я есть путь») — 05:04
12. «U-Said» (live) («Ты сказал») — 04:23

## Синглы
- Breathtaker
- Sex
- 3+1

## Клипы
- Sex